# Phoradendron purpusii
Phoradendron purpusii är en sandelträdsväxtart som beskrevs av Trelease. Phoradendron purpusii ingår i släktet Phoradendron och familjen sandelträdsväxter. Inga underarter finns listade i Catalogue of Life.